# Jambearum (Patebon)
Jambearum is een bestuurslaag in het regentschap Kendal van de provincie Midden-Java, Indonesië. Jambearum telt 5497 inwoners (volkstelling 2010).